# Juan Pablo Carrizo
Juan Pablo Carrizo (ur. 6 maja 1984 w Villa Constitución) – argentyński piłkarz występujący na pozycji bramkarza w meksykańskim klubie CF Monterrey. Były reprezentant Argentyny.

## Kariera klubowa

### River Plate
Wychowywał się w młodzieżowych zespołach River Plate. W pierwszym zespole debiutował 29 stycznia 2006 w meczu z Tiro Federal Rosario. Podczas gry w lidze argentyńskiej zaliczył passę 598 minut bez straconej bramki. Po bardzo dobrych występach w River Plate (zwycięstwo w Clausurze 2008) zainteresowało się nim S.S. Lazio, działacze którego szukali następcy Angelo Peruzziego, który zakończył karierę. Jednak uzgodniony latem 2007 r. transfer do Lazio nie doszedł do skutku z powodu braku obywatelstwa państwa UE.

### Lazio
Ostatecznie dopiero 6 lipca 2008 r. Carrizo został oficjalnie zarejestrowany jako piłkarz S.S. Lazio po otrzymaniu włoskiego paszportu. Suma transferu wyniosła 7,5 mln euro, a wynagrodzenia dla JP ustalono w 5-letnim kontrakcie na poziomie 650 000 euro rocznie. Pierwszy oficjalny mecz w nowym zespole przypadł na pucharowe spotkanie z Cagliari Calcio rozegrane 24 sierpnia. Miejsce w pierwszej jedenastce stracił 25 stycznia 2009 r. na rzecz Fernanda Muslery. Niezadowolony z takiego obrotu sprawy Carrizo za publiczną krytykę swej roli w klubie został ukarany przez Lazio karą w wysokości 20.000 euro. 

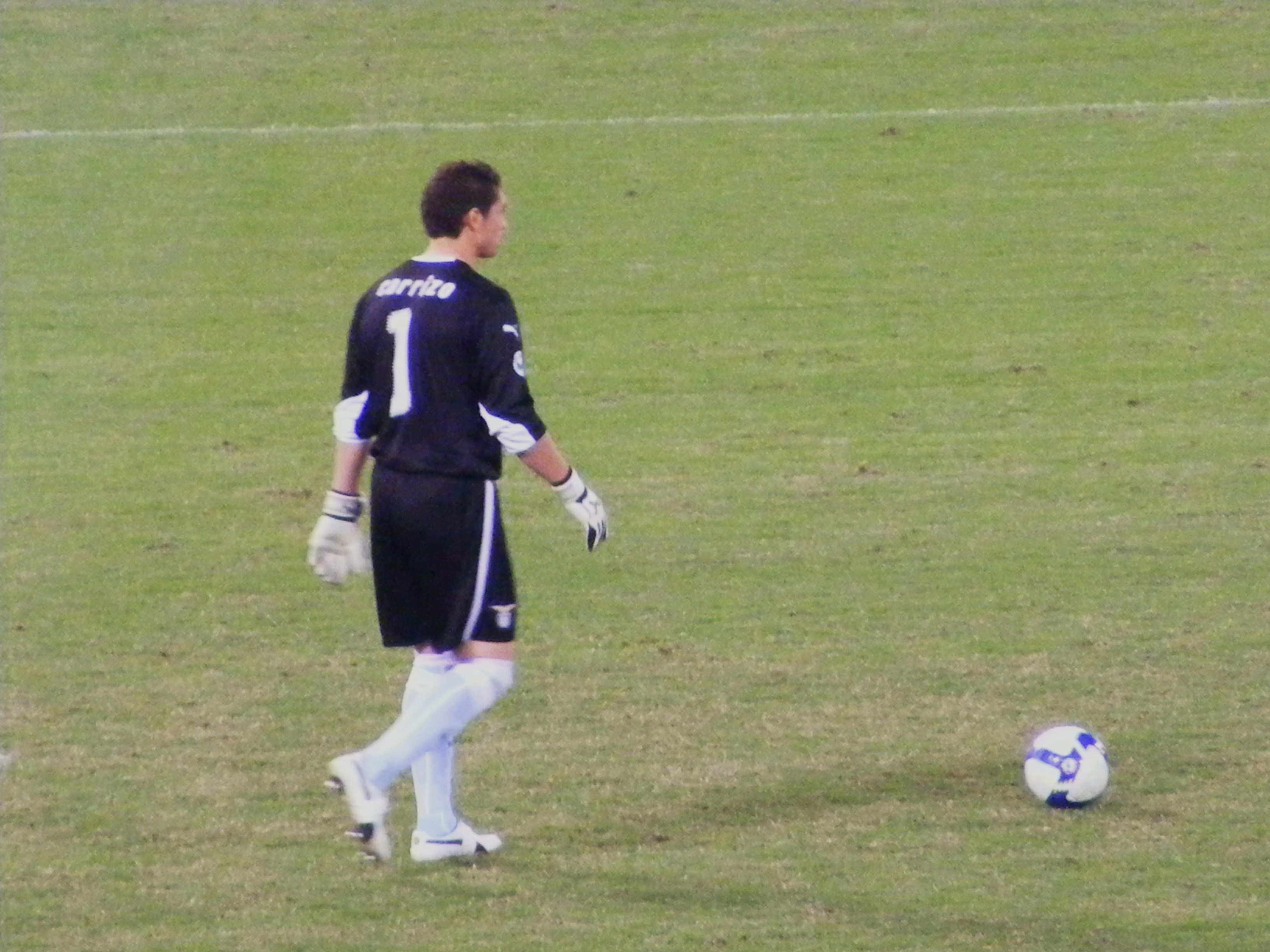
Carrrizo w trakcie meczu z Fiorentiną

### Czas wypożyczeń
W lipcu 2009 r. zawodnik trafił do Realu Saragossa na zasadzie rocznego wypożyczenia za 1 mln euro (z opcją pierwokupu za 12 mln euro) jako rozliczenie za Matuzalema. Za rok 2009 nominowany został do "nagrody" Bidone d'Oro dla najgorszego piłkarza ostatniego roku kalendarzowego we Włoszech. Ostatecznie zajął 9. miejsce. 29 sierpnia 2009 zaliczył debiut w meczu ligowym z CD Tenerife. Ogółem w okres pobytu w Saragossie Juanpi wystąpił w 17 spotkaniach ligowych. Latem 2010 r. powrócił do Rzymu, gdzie działacze Lazio zdecydowali się wypożyczyć go do River Plate za 475.000 euro z opcją odkupienia za 6 mln dolarów. 15 maja 2011 r. podczas Superclasico strzelił bramkę samobójczą. Podczas drugiego pobytu w zespole Millonarios wystąpił w 34 meczach. Po powrocie do Rzymu, gdyż River nie zdecydowało się na jego wykupienie, zagrał w dwóch meczach ligowych. 31 stycznia 2012 r. został wypożyczony do Catanii z opcją pierwokupu. Miał tam zastąpić wracającego do ojczyzny Mariano Andujara. Debiut dla Sycylijczyków miał miejsce 22 lutego 2012 r. w meczu z Sieną. Także Catania zrezygnowała z zakupu Argentyńczyka po upływie okresu wypożyczenia w czasie którego zagrał w jej barwach 14-krotnie. Po powrocie zagrał dla Lazio jedynie w meczu pucharowym z AC Siena.

### Inter
31 stycznia 2013 r. został sprzedany do Interu Mediolan w zamian za 350.000 euro. 10 marca 2013 r. zadebiutował w barwach Interu w meczu ligowym z Bologną (0:1), gdyż pierwszy bramkarz - Samir Handanovič, był zawieszony za żółte kartki. W lipcu 2013 r. przedłużył z Interem umowę o dwa lata.

## Kariera reprezentacyjna
Carrizo w czasach młodzieżowych należał do reprezentacji: U-17, U-20 i U-23. W pierwszej reprezentacji zadebiutował 18 kwietnia 2007 w meczu z Chile. Wystąpił na Copa América 2007, na którym zdobył srebrny medal po porażce 0:3 w meczu finałowym z Brazylią. 1 kwietnia 2009 r. podczas meczu z Boliwią puścił 6 bramek, co spowodowało, że stracił miejsce w bramce na rzecz Mariano Andújara. Był powołany do reprezentacji Argentyny na Copa America 2011.

## Statystyki

### Reprezentacyjne
| Lp | Data                 | Miejsce                                   | Rywal     | Wynik | Rozgrywki               | Bramki wpuszczone |
| -- | -------------------- | ----------------------------------------- | --------- | ----- | ----------------------- | ----------------- |
| 1  | 18 kwietnia 2007     | Estadio Malvinas Argentinas, Mendoza      | Chile     | 0:0   | mecz towarzyski         |                   |
| 2  | 20 sierpnia 2008     | Stadion Dynama Mińsk, Mińsk               | Białoruś  | 0:0   | mecz towarzyski         |                   |
| 3  | 6 września 2008      | Estadio Monumental, Buenos Aires          | Paragwaj  | 1:1   | eliminacje do MŚ w 2010 |                   |
| 4  | 10 września 2008     | Estadio Monumental, Lima                  | Peru      | 1:1   | eliminacje do MŚ w 2010 | 1                 |
| 5  | 11 października 2008 | Estadio Monumental, Buenos Aires          | Urugwaj   | 2:1   | eliminacje do MŚ w 2010 | 1                 |
| 6  | 15 października 2008 | Estadio Nacional de Chile, Santiago       | Chile     | 0:1   | eliminacje do MŚ w 2010 | 1                 |
| 7  | 19 listopada 2008    | Hampden Park, Glasgow                     | Szkocja   | 1:0   | mecz towarzyski         |                   |
| 8  | 11 lutego 2009       | Stade Velodrome, Marsylia                 | Francja   | 2:0   | mecz towarzyski         |                   |
| 9  | 28 marca 2009        | Estadio Monumental, Buenos Aires          | Wenezuela | 4:0   | eliminacje do MŚ w 2010 |                   |
| 10 | 1 kwietnia 2009      | Estadio Hernando Siles, La Paz            | Boliwia   | 1:6   | eliminacje do MŚ w 2010 | 6                 |
| 11 | 20 kwietnia 2009     | Estadio José María Minella, Mar del Plata | Ekwador   | 2:2   | mecz towarzyski         | 2                 |
| 12 | 25 maja 2009         | Estadio Centenario, Resistencia           | Paragwaj  | 4:2   | mecz towarzyski         | 2                 |

## Sukcesy
Klubowe
- Clausura: 2008
- Puchar Włoch: 2009

Reprezentacyjne
- Copa America 2007: srebro